# Uigenau
Uigenau (fränkisch: Ingau) ist ein Gemeindeteil der kreisfreien Stadt Schwabach (Mittelfranken, Bayern). Uigenau liegt in der Gemarkung Schwabach.

## Geographische Lage
Uigenau bildet mit Forsthof im Osten und Schwabach im Norden eine geschlossene Siedlung. Unmittelbar im südlich verläuft die Bundesautobahn 6, dahinter liegt das Flurgebiet „Weinberg“. Die Staatsstraße 2224 führt nach Schwabach zur Bundesstraße 466 (1,4 km nördlich) bzw. nach Obermainbach (1,2 km südlich). Eine Gemeindeverbindungsstraße führt zur B 466 (1,2 km westlich) in der Nähe des Gewerbeparks West und der Anschlussstelle 55 der A 6.

## Geschichte
1251 wurde der Ort als „Ugenowe“ erstmals urkundlich erwähnt. Das Bestimmungswort des Ortsnamens ist Ugo, der Personenname des Siedlungsgründers. Uigenau bestand ursprünglich aus 5 Ganzhöfen. Im Urbar der Burggrafschaft Nürnberg des Jahres 1410 war für „Vegenaw“ nur ein Hof verzeichnet. Die übrigen Höfe unterstanden Fremdherren. In der Nachfolge der Burggrafen kam der Ort an das Fürstentum Ansbach. Im Salbuch von 1434 wurden neben dem einen Hof, der dem Kastenamt Schwabach unterstand, noch 2 fremdherrische Seldengüter aufgelistet. 1530 gab es einen Hof und 5 fremdherrische Seldengüter. Zwei von diesen Gütern unterstanden 1623 dann dem Spital Schwabach bzw. der Frauentraut’schen Stiftung in Schwabach. 1732 gehörte laut den Oberamtsbeschreibungen von Johann Georg Vetter zur Realgemeinde Uigenau der Forsthof.
Gegen Ende des 18. Jahrhunderts gab es in Uigenau 8 Anwesen und ein Gemeindehirtenhaus. Das Hochgericht übte das brandenburg-ansbachische Oberamt Schwabach aus. Die Dorf- und Gemeindeherrschaft hatte das Kastenamt Schwabach. Grundherren waren das Fürstentum Ansbach (Kastenamt Schwabach: 1 Viertelhof, 1 Köblergut; Spital Schwabach: 1 Ganzhof, 1 Halbhof; Frauentraut’sche Stiftung: 2 Halbhöfe) und Nürnberger Eigenherren (von Grundherr: 1 Viertelhof; von Nützel: 1 Halbhof). 1802 gab es im Ort 7 Anwesen, wovon 5 dem Kammeramt Schwabach unterstanden und 2 nürnbergisch waren.
Im Rahmen des Gemeindeedikts wurde 1808 Uigenau dem Steuerdistrikt Kammerstein und der 1818 gebildeten Ruralgemeinde Kammerstein zugeordnet. Am 15. November 1924 wurde Uigenau nach Schwabach umgegliedert.

## Einwohnerentwicklung
| Jahr      | 001818 | 001840 | 001861 | 001871 | 001885 | 001900 | 001925 | 001950 | 001961 | 001970 | 001987 | 002017 | 002020 |
| Einwohner | 79     | 57     | 80     | 91     | 78     | 92     | *      | *      | *      | 165    | 231    | 281    | 281    |
| Häuser    | 12     | 15     |        |        | 11     | 17     | *      | *      | *      |        | 60     |        |        |
| Quelle    | [ 16 ] | [ 17 ] | [ 18 ] | [ 19 ] | [ 20 ] | [ 21 ] | [ 13 ] | [ 22 ] | [ 23 ] | [ 24 ] | [ 25 ] | [ 26 ] | [ 1 ]  |

## Religion
Der Ort ist seit der Reformation evangelisch-lutherisch geprägt und war ursprünglich nach St. Willibald (Büchenbach) gepfarrt, seit der zweiten Hälfte des 19. Jahrhunderts ist die Stadtkirche St. Johannes und St. Martin (Schwabach) zuständig. Die Katholiken sind nach St. Sebald (Schwabach) gepfarrt.